# Fuscoptilia
Fuscoptilia är ett släkte av fjärilar. Fuscoptilia ingår i familjen fjädermott.
Kladogram enligt Catalogue of Life:
| Fuscoptilia | \| \| Fuscoptilia castaneodactyla \| \| \| \| \| \| Fuscoptilia emarginata \| \| \| \| \| \| Fuscoptilia hoenei \| \| \| \| \| \| Fuscoptilia jarosi \| \| \| \| \| \| Fuscoptilia metricoterma \| \| \| \| |
|             | \| \| Fuscoptilia castaneodactyla \| \| \| \| \| \| Fuscoptilia emarginata \| \| \| \| \| \| Fuscoptilia hoenei \| \| \| \| \| \| Fuscoptilia jarosi \| \| \| \| \| \| Fuscoptilia metricoterma \| \| \| \| |
|             | Fuscoptilia castaneodactyla |
|             | |
|             | Fuscoptilia emarginata |
|             | |
|             | Fuscoptilia hoenei |
|             | |
|             | Fuscoptilia jarosi |
|             | |
|             | Fuscoptilia metricoterma |
|             | |